# 崔之清
崔之清（1941年—），中國安徽宣城人，是兩岸研究學者、歷史學家，尤長晚清史，在中國歷史界著名的南京大學歷史系擔任教授，亦是南京大學台灣研究所所長。他也是中國太平天國史研究會副會長兼秘書長，著有《太平天國通史》、《太平天國戰爭全史》等書。
1967年在南京大學歷史系本科畢業。